# 夢幻女孩 莉莉露!
《夢幻女孩 莉莉露!》（日语：くるるんっ☆りえるチェンジ!）是中原杏的漫畫作品。

## 登場角色
春日莉莉露
配音員：三石琴乃（日本）
漫畫中的女主角，是個有怪力的女孩，之前跌倒撞壞學校的大理石噴水池卻毫無一傷，還有學生會的鯛魚像一拳就打壞了。暗戀學生會長"華村椿"，最後彼此表達自己的心意。

### 櫻桃學園學生會
華村椿
漫畫中的男主角，很受大家歡迎，很喜歡貓，為了讓喵村先生接近他，而將莉莉露加入學生會，覺得莉莉露很有趣慢慢喜歡上莉莉露。
山吹楓
學生會的書記，不管是誰都很想做朋友。
空木董
副學生會長，是個沒有任合忌妒心的冰山美人般的少女，很支持莉莉路和椿的戀愛發展。

### 敵手
夏木柊星
是椿從小的死黨，喜歡莉莉露，因為不知道怎麼表達便一直捉弄她。
伊集院菖浦
配音員：下屋則子（日本）
心地壞，很喜歡華村椿，想讓椿徹底的討厭莉莉露，一直陷害或使詐的方法，很大小姐氣，沒有任何朋友只有園女胖佳是跟班。